# Didier Dufour
Didier Dufour (* 25. April 1952 in Barlin) ist ein ehemaliger französischer Fußballspieler.

## Karriere
Als Jugendlicher wurde Dufour beim Zweitligisten US Nœux-les-Mines ausgebildet, bis er 1973 vom Erstligisten FC Sochaux entdeckt und direkt in die Profimannschaft aufgenommen wurde. Nach sporadischen Einsätzen in seiner ersten Saison war es vor allem der Abgang seines Teamkameraden Albert Vanucci, durch den er sich im Verlauf seines zweiten Jahres einen Stammplatz sichern konnte. Diese Rolle behielt er über Jahre, in denen sein Klub verschiedene Resultate zwischen einem dritten Platz und einem nur knapp verpassten Abstieg erreichte.
Trotz seiner weiterhin bestehenden Position in der ersten Elf entschied er sich 1979 für einen Wechsel zum Zweitligisten CS Thonon. Nach einem Jahr und einer vierten Tabellenposition fand er 1980 im Zweitligakonkurrenten Stade Rennes einen neuen Arbeitgeber. Dort zählte er zu den Leistungsträgern einer Mannschaft, die um den Aufstieg kämpfte; als sie diesen 1983 erreichte, gelang Dufour dank der Zweitligameisterschaft zugleich der erste Titelgewinn seiner Karriere. Angesichts seines Alters entschied sich der 31-Jährige jedoch gegen eine Rückkehr in die höchste französische Spielklasse und verblieb mit seinem Abgang zu EA Guingamp stattdessen in der zweiten Liga. Er hatte einen Stammplatz inne, bis er  verletzungsbedingt ausfiel und durch Didier Heyman ersetzt wurde; nach einer Saison mit lediglich drei bestrittenen Partien wurde sein Vertrag 1986 nicht verlängert. Statt Guingamp war es der Ligakonkurrent SC Abbeville, der auf Dufour setzte und ihn zum Stammspieler machte, bis der Verein 1987 Didier Heyman unter Vertrag nahm und dieser Dufour ein weiteres Mal verdrängte. Daraufhin entschied dieser sich 1988 mit 36 Jahren nach 162 Erstligapartien mit zwei Toren und 244 Zweitligapartien mit drei Toren für eine Beendigung seiner Laufbahn.